# تورولین
دورهٔ تورولین (به انگلیسی: Turolian)، دوره‌ای از مقیاس زمانی زمین‌شناسی (۹٫۰–۵٫۳ Ma) در میوسن است که به‌طور خاص در دوران پستانداران سرزمینی اروپا استفاده می‌شود. پیش از عصر روسینین و پیرو عصر والزین است. تورولین با عصر تورتونی و مسینی همپوشانی دارد.